# Black Paradox
Black Paradox (jap. ブラックパラドクス Burakku paradokusu) – manga autorstwa Junjiego Itō, publikowana w latach 2007–2008 w magazynie „Big Comic Spirits Zōkan Casual” wydawnictwa Shōgakukan. Następnie została przeniesiona do czasopisma „YS Special” tego samego wydawcy, gdzie ukazywała się w latach 2008–2009.
W Polsce manga została wydana nakładem wydawnictwa Japonica Polonica Fantastica.

## Fabuła
Po poznaniu się na stronie internetowej o nazwie Black Paradox, czworo ludzi – każdy posługujący się swoim internetowym pseudonimem – postanawia wspólnie popełnić samobójstwo. Postanawiają udać się samochodem w odludne miejsce i użyć spalin z pojazdu, aby się zabić. Jednak jedna z osób, Marousou, ucieka, gdy zdaje sobie sprawę, że pozostali członkowie grupy to sobowtóry. W końcu spotyka prawdziwych uczestników w innym samochodzie, a ich próba samobójcza zostaje przerwana przez jej przybycie.
Po nieudanym pierwszym podejściu, grupa po pewnym czasie ponownie próbuje się zabić. Tym razem decydują się na przedawkowanie tabletek nasennych, aby przyspieszyć proces. Troje z nich udaje próbę samobójczą, natomiast czwarta osoba, Piitan, rzeczywiście umiera. Jednak wkrótce potem zostaje wskrzeszony, a następnie wymiotuje tajemniczy kulisty obiekt i zaczyna mówić o alternatywnym świecie wypełnionym olśniewającym światłem. Grupa zaciekawiona znaleziskiem postanawia zabrać przedmiot do dalszej analizy.
Kilka dni później, gdy cała czwórka spotyka się ponownie, okazuje się, że obiekt jest całkowicie nowym minerałem i ma ogromną wartość. Członkowie grupy wysuwają teorię, że nie jest to zwykły kamień szlachetny, lecz dusza pochodząca z alternatywnego świata, a odźwiernik Piitana stał się portalem do tego świata. Podczas rozmowy Piitan zaczyna niekontrolowanie wymiotować tymi obiektami, co ostatecznie prowadzi do eksplozji jego żołądka.
Jakiś czas później dwóch członków grupy – Tabourou i Baracchi – wzbogaca się, sprzedając te kamienie. Jednak gdy zaczynają one wywoływać pożary, zostają sklasyfikowane jako niebezpieczne narzędzia terrorystyczne. W tym samym czasie rząd zaczyna poszukiwać Tabourou i Baracchiego z powodu ich powiązań z kamieniami, co zmusza ich do ukrywania się. Tymczasem Marousou, która pracuje jako pielęgniarka, robi sobie przerwę od pracy i wyjeżdża do leśnej willi należącej do jej kolegi z pracy, doktora Suki. Tabourou i Baracchi podążają za nimi w przebraniu. Podczas pobytu w willi doktor Suka ujawnia, że wyhodował odźwiernik zmarłego Piitana, próbując przedostać się do innego świata. Używa robota-sobowtóra Piitana, by sprowadzać do naszego świata więcej kamieni nazwanych Paradoxical Night.
Baracchi i Tabourou są zmuszeni ujawnić swoje tożsamości, gdy Paradoxical Nights zaczynają wylewać się ze znamienia, które pokrywa połowę twarzy Baracchi. Dr Suka przywraca jej twarz do normalnego stanu i hoduje tkankę z jej znamienia, tworząc z niej kolejny portal. Później okazuje się, że portale pozwalają na przejście tylko ich właścicielom. Gdy Baracchi konfrontuje się z nim w sprawie Marousou, która była przetrzymywana w rezydencji, dr Suka wpycha ją do jej własnego portalu.
Później Tabourou wycofuje się do swojej willi nad morzem po tym, jak zobaczył swojego sobowtóra, którego podejrzewa o chęć zabicia go. W tym czasie tworzy własny portal do alternatywnego świata ze swojego cienia. Marousou rozwija w mózgu nowotwór, który zostaje usunięty i przekształcony przez doktora Sukę w kolejny portal. W końcu cała czwórka z oryginalnej grupy samobójców zostaje pokazana jako mieszkająca wspólnie w jednej rezydencji, gdzie są wykorzystywani przez doktora Sukę i rząd do pozyskiwania kolejnych Paradoxical Nights do badań nad ich potencjałem jako źródła energii. Marousou, która zyskała zdolność przewidywania przyszłości, przepowiada, że Paradoxical Nights ostatecznie doprowadzą do wyginięcia ludzkości, a dr Suka zostanie bezpośrednio obarczony winą za tę katastrofę.

## Publikacja
Junji Itō rozpoczął publikację serii 15 sierpnia 2007 w specjalnym wydaniu magazynu „Big Comic Spirits”, zatytułowanym „Big Comic Spirits Zōkan Casual”. Następnie manga została przeniesiona do czasopisma „YS Special”, w którym ukazywała się od 25 grudnia 2008 do 24 stycznia 2009. Wydawnictwo Shōgakukan wydało później całą serię w jednym tankōbonie, który ukazał się 30 marca 2009.
Polski przekład mangi ukazał się nakładem wydawnictwa Japonica Polonica Fantastica.

## Odbiór
Black Paradox otrzymało w większości pozytywne recenzje od krytyków. Dallas Marshall, piszący dla CBR, pochwalił czwórkę głównych bohaterów, stwierdzając, że są „jedyni w swoim rodzaju pod względem projektów”. Pozytywnie ocenił również sposób, w jaki manga porusza temat samobójstwa. Danica Davidson z Otaku USA również pochwaliła mangę, określając ją jako „przerażającą i tajemniczą”. Doceniła zwroty akcji, uznając je za zabawne i pomysłowe, a także pochwaliła styl wizualny.
Christopher Farris z Anime News Network przedstawił nieco mieszane odczucia – pochwalił pomysły fabularne i oprawę graficzną, ale skrytykował elementy grozy. Podkreślił spójność historii i pozytywnie ocenił jej rozwój. Ogólnie uznał Black Paradox za interesujące dzieło, choć nieco nierówne w porównaniu do innych prac Itō.
W 2022 roku Stowarzyszenie Bibliotek Amerykańskich uwzględniło Black Paradox na oficjalnej liście najlepszych powieści graficznych dla dorosłych w 2022 roku. W 2023 roku manga została nominowana do nagrody Eisnera w kategorii „Najlepsze amerykańskie wydanie materiału międzynarodowego – Azja”.